# 艾倫代爾 (伊利諾伊州)
艾倫代爾（英語：Allendale）是位於美國伊利諾伊州沃巴什縣的一個村落。

## 地理
艾倫代爾的座標為38°31′43″N 87°42′35″W / 38.52861°N 87.70972°W，而該地最高點為海拔高度150米（即492英尺）。

## 人口
根據2010年美國人口普查的數據，艾倫代爾的面積為0.80平方千米，當中陸地面積為0.80平方千米，而水域面積為0.00平方千米。當地共有人口475人，而人口密度為每平方千米593人。